# Ponta do Sol (freguesia)
A Freguesia de Ponta do Sol, com sede na vila que lhe deu o nome, é uma freguesia portuguesa do Município da Ponta do Sol com 28,20 km² de área e 4255 habitantes (censo de 2021), tendo, por isso, uma densidade populacional de 150,9 hab./km².
Localiza-se a uma latitude 32.667 (32°40') Norte e a uma longitude 17.1 (17°6') Oeste, estando a uma altitude de metros.   tem uma estrada que liga Calheta e Funchal.  A atividade principal é a agricultura. Tem costa no Oceano Atlântico a sul e tem montanhas a norte.

## Demografia
A população registada nos censos foi:
| Distribuição da População por Grupos Etários | Distribuição da População por Grupos Etários | Distribuição da População por Grupos Etários | Distribuição da População por Grupos Etários | Distribuição da População por Grupos Etários |
| -------------------------------------------- | -------------------------------------------- | -------------------------------------------- | -------------------------------------------- | -------------------------------------------- |
| Ano                                          | 0-14 Anos                                    | 15-24 Anos                                   | 25-64 Anos                                   | > 65 Anos                                    |
| 2001                                         | 810                                          | 634                                          | 2017                                         | 763                                          |
| 2011                                         | 801                                          | 564                                          | 2364                                         | 848                                          |
| 2021                                         | 539                                          | 512                                          | 2262                                         | 942                                          |